# Nádori László

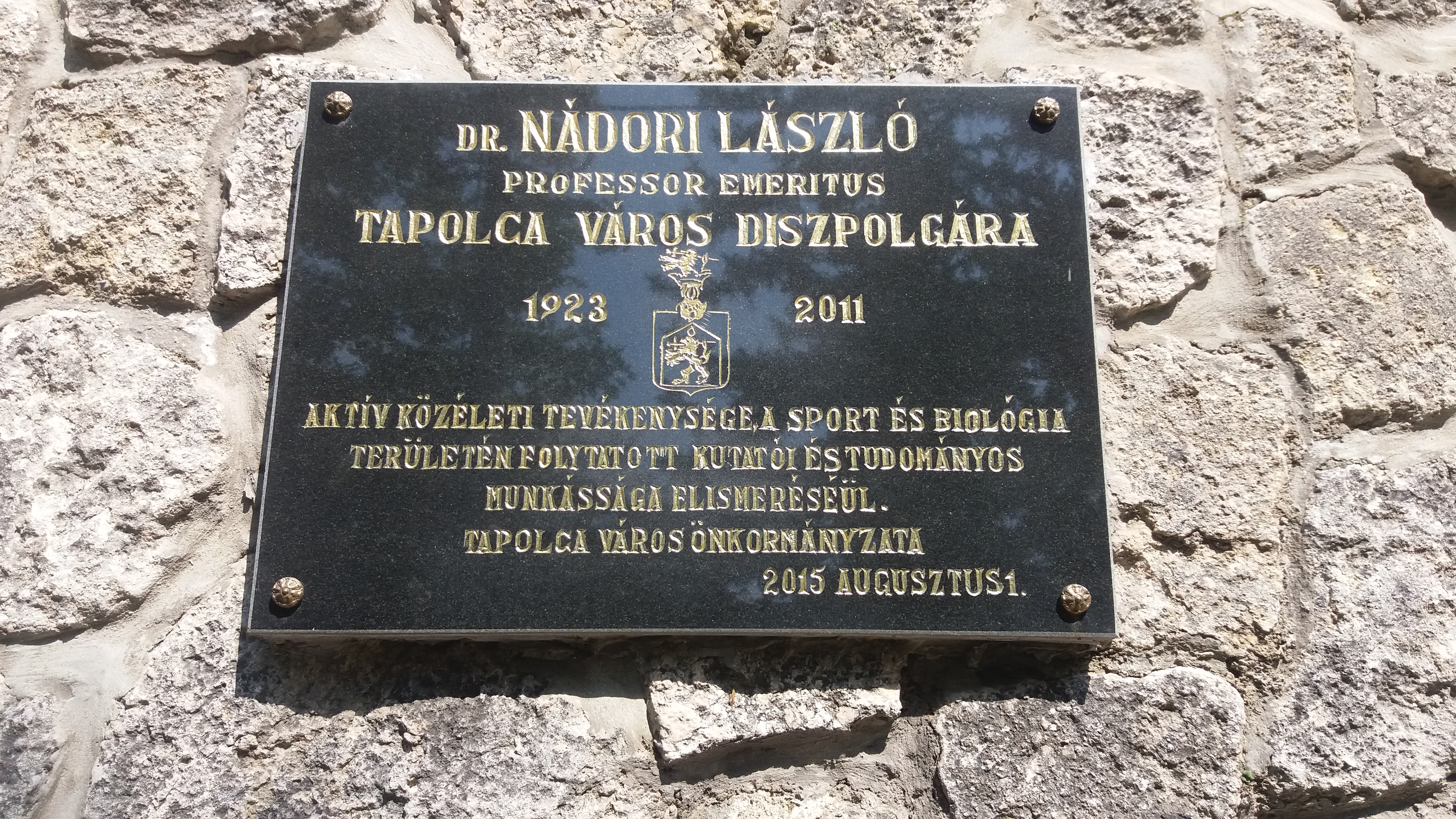
Dr. Nádori László emléktáblája Tapolcán

Nádori László (Kisláng, 1923. január 11. – Tapolca, 2011. április 18.) magyar testnevelő tanár, sportpszichológus, sporttudós, egyetemi tanár, politikus, a biológiai tudomány doktora. Fő kutatási területe a sportpszichológia, az edzésmódszertan és a sportelmélet volt. 1989 és 2001 között a Magyar Olimpiai Bizottság elnökségének tagja, valamint 1996 és 2001 között a Magyar Sportszövetség elnöke. 1990 és 1998 között a Szabad Demokraták Szövetsége jelöltjeként országgyűlési képviselő.

## Életpályája
Gyermekkorát Tolna vármegyében töltötte, majd a középiskolát Budapesten végezte, a Vörösmarty Mihály Gimnáziumban érettségizett 1943-ban. Ezt követően felvették a Magyar Királyi Testnevelési Főiskolára, egy évvel később besorozták és hadtestével Németországba szállították. Itt angol hadifogságba esett. 1946-ban tért haza és folytatta megszakadt főiskolai tanulmányait, amelyet 1950-ben fejezett be. Ezt követően egy évig testnevelő tanárként dolgozott, majd 1951-ben az Országos Testnevelési és Sportbizottság munkatársa lett. 1957-ben áthelyezték az Árpád Gimnáziumba, később a Kőrösi Csoma Sándor Gimnáziumban tanított. 1960-ban a Testnevelési Tudományos Kutatóintézet munkatársa lett. Itt öt évig dolgozott, ezt követően a Testnevelési Főiskola (TF) oktatója lett. Közben 1963 és 1966 között elvégezte az Eötvös Loránd Tudományegyetem pszichológia szakát, majd 1967-ben védte meg egyetemi doktori disszertációját. 1968-ban a TF Kutatóintézete igazgatóhelyettesévé, majd 1975-ben igazgatójává nevezték ki. Az intézetet annak 1985-ös megszűnéséig vezette. Közben 1978-ban megkapta egyetemi tanári kinevezését. Budapesti munkái mellett 1988-tól a pécsi Janus Pannonius Tudományegyetem tanácsadója volt. 1994-ben vonult nyugdíjba, majd egy évvel később a TF-en professor emeritusszá avatták.
1972-ben védte meg a biológiai tudomány kandidátusi, 1981-ben akadémiai doktori értekezését. Az MTA Szomatikus Nevelési Bizottságának lett tagja, majd 1975 és 1990 között titkára. Akadémiai tisztsége mellett 1988-ban a Sporttudományi Tanács elnökévé választották, tisztségét 1996-ig viselte. 1989-ben bekerült a Magyar Olimpiai Bizottság elnökségébe, amelynek 2001-ig maradt tagja, valamint 1996 és 2001 között a Magyar Sportszövetség elnöke volt. Emellett 1990 és 1995 között a Magyar Testnevelő Tanárok Országos Egyesülete elnöki tisztségét is betöltötte. Az egyesületnek 1995-től tiszteletbeli, majd 2005-től haláláig örökös elnöke volt. Nemzetközi szinten 1968 és 1995 között az Európai Sportpszichológiai Társaság főtitkáraként, majd alelnökeként tevékenykedett, valamint 1995 és 2001 között az Európai Sportszövetség elnökségi tagja volt.
Tudományos és sportközéleti pályafutásán túl a rendszerváltás utáni politikai életben is részt vett. 1989-ben belépett a Szabad Demokraták Szövetségébe. Az 1990-es magyarországi országgyűlési választáson a párt Tolna megyei listájáról szerzett mandátumot. Az Országgyűlés megalakulásától 1991-ig a kulturális, oktatási, tudományos, sport, tv- és sajtóbizottság alelnöke volt, valamint a ciklus végéig az SZDSZ-frakció sportszóvivője. Az 1994-es magyarországi országgyűlési választáson szintén a párt Tolna megyei listájáról szerzett mandátumot. Itt szintén a sporttal foglalkozó bizottság, valamint 1996 és 1998 között a külügyi bizottság tagja volt. Az 1998 és 2006 közötti három országgyűlési választáson a párt országos listájának végén szerepelt.

## Díjai, elismerései
- Szocialista Munkáért Érdemérem (1955)[3]
- Ezüstgerely irodalmi díj (1974)
- Hepp Ferenc-díj (1983)
- Szent-Györgyi Albert-díj (1993)
- Philippe Noël-Baker-díj (1993)
- Sipos Márton-díj (1993)
- Matolay Elek-emlékérem (1993)
- a Janus Pannonius Tudományegyetem díszdoktora (1998)
- Esterházy Miksa-díj (2001)
- A Nemzeti Sportszövetség Életműdíja (2008)
- Tapolca díszpolgára

## Főbb publikációi
- Edzéselmélet és módszertan (tankönyv, 1963)
- Az edzés elmélete és módszertana (1973)
- Sportképességek fejlesztése (Koltai Jenővel, 1974)
- Sportelmélet és módszertan; 2. átdolg. kiad.; PTE TTK, Pécs, 2001
- Nádori László–Bátonyi Viola: Európai Unió és a sport. Uniós csatlakozás a sportban; Dialóg Campus, Budapest–Pécs, 2003 (Testnevelés és sport)
- Edzés, versenyzés címszavakban; Dialóg Campus, Budapest–Pécs, 2005 (Testnevelés és sport)
- A szelíd harcos. Dr. Nádori László (1923–2011) visszaemlékezése; összeáll., sajtó alá rend. Bátonyiné Nádori Viola; Prae, Budakeszi, 2022